# Consolation (album de Pomme)
Pour les articles homonymes, voir Consolation.
Albums de Pomme
Les Failles
(2019) Saisons
(2024)
Singles
1. tombeau
Sortie : 7 juin 2022
2. Nelly
Sortie : 17 juin 2022
3. un million
Sortie : 13 janvier 2023

Consolation est le troisième album studio de la chanteuse française Pomme. Il est sorti le 26 août 2022 chez Sois sage musique / Polydor Records.
Une réédition comprenant cinq titres supplémentaires est sortie le 10 février 2023 sous le nom de (Lot 2) Consolation.

## Promotion
Le premier single de l'album est dévoilé lors d'une session A Colors Show, le 2 juin 2022. Il sort officiellement le 7 juin et s'intitule tombeau, il est accompagné de l'annonce de la sortie de l'album Consolation pour le 26 août de la même année.
Le 17 juin 2022, est dévoilé le deuxième single de l'album, la chanson Nelly, accompagnée d'un clip vidéo. Dans cette chanson, Pomme rend hommage à l'écrivaine québécoise Nelly Arcan.
Le 16 janvier 2023, la chanteuse annonce sur ses réseaux sociaux la sortie d'une réédition de son album, (Lot 2) Consolation prévue pour le 10 février 2023.

## Liste des titres

### Consolation
Toutes les chansons sont écrites et composées par Pomme.
| 1.    | 22:51          | 0:33 |
| 2.    | jardin         | 4:52 |
| 3.    | dans mes rêves | 3:37 |
| 4.    | la rivière     | 4:26 |
| 5.    | Nelly          | 3:25 |
| 6.    | septembre      | 2:34 |
| 7.    | bleu           | 4:15 |
| 8.    | when I c u     | 3:58 |
| 9.    | puppy          | 1:23 |
| 10.   | tombeau        | 2:47 |
| 11.   | allô           | 3:49 |
| 12.   | B.             | 1:30 |
| 37:09 |                |      |

### (Lot 2) Consolation
La liste des titres de la réédition est annoncée un mois avant sa sortie le 16 janvier 2023, avec l'ouverture des précommandes.
| No | Titre         | Durée |
| -- | ------------- | ----- |
| 1. | rien pour toi |       |
| 2. | rdv           |       |
| 3. | tout ça       |       |
| 4. | un million    |       |
| 5. | very bad      |       |

## Participants
Crédits adaptés à partir des notes de l'album physique Consolation.
Musiciens
- Pomme - chant, piano et pocket piano [Quoi ?], guitare acoustique et électrique, omnichord
- Flavien Berger - sampler, chœurs et synthétiseurs
- Laurie Torres - percussions, batterie et orgue
- Agathe Dupéré - basses, guitares acoustique et électrique, synth basse, effets et chœurs
- Simon Veilleux - mandoline et violon
- Albin de la Simone - piano additionnel (piste 4)
- Ghyslain Luc Lavigne - effets
- Rose Normandin - arrangements cordes
- Yu Bin Kim - violon
- Marianne Houle - violoncelle
- Zoé Dumais - violon
- Gabriel Desjardins - arrangements vents
- Jean-Sébastien Vachon - tuba
- David Carbonneau - trompette
- Jérôme Dupuis-Cloutier - trompette
- Renaud Gratton - trombone

Production
- Pomme - production/réalisation
- Flavien Berger - production/réalisation
- Ghyslain Luc Lavigne - mixage
- Marc Thériault - masterisation

Conception
- Claude Ponti - illustrations
- Lian Benoit - photographies
- Raegular - graphisme

Enregistrement
- Enregistré par Ghyslain Luc Lavigne assisté par Charles St-Amour aux studios Wild and Treatment Room à Saint-Zénon et à Montréal.
- Enregistrements voix de Pomme et sons additionnels par Flavien Berger aux studios La Savonnerie et Radio 89 à Bruxelles.

## Classements
| Classement (2022-23)         | Meilleure position |
| ---------------------------- | ------------------ |
| Belgique (Wallonie Ultratop) | 5                  |
| France (SNEP)                | 4                  |
| Suisse (Schweizer Hitparade) | 32                 |